# Thil (Meurthe-et-Moselle)
Thil is een gemeente in het Franse departement Meurthe-et-Moselle (regio Grand Est). De plaats maakt deel uit van het arrondissement Briey. Bij Thil ontspringt de rivier de Alzette. De gemeente telde 2.006 inwoners op 1 januari 2022.

## Geografie
De oppervlakte van Thil bedroeg op 1 januari 2022 3,32 vierkante kilometer; de bevolkingsdichtheid was toen 604,2 inwoners per km².

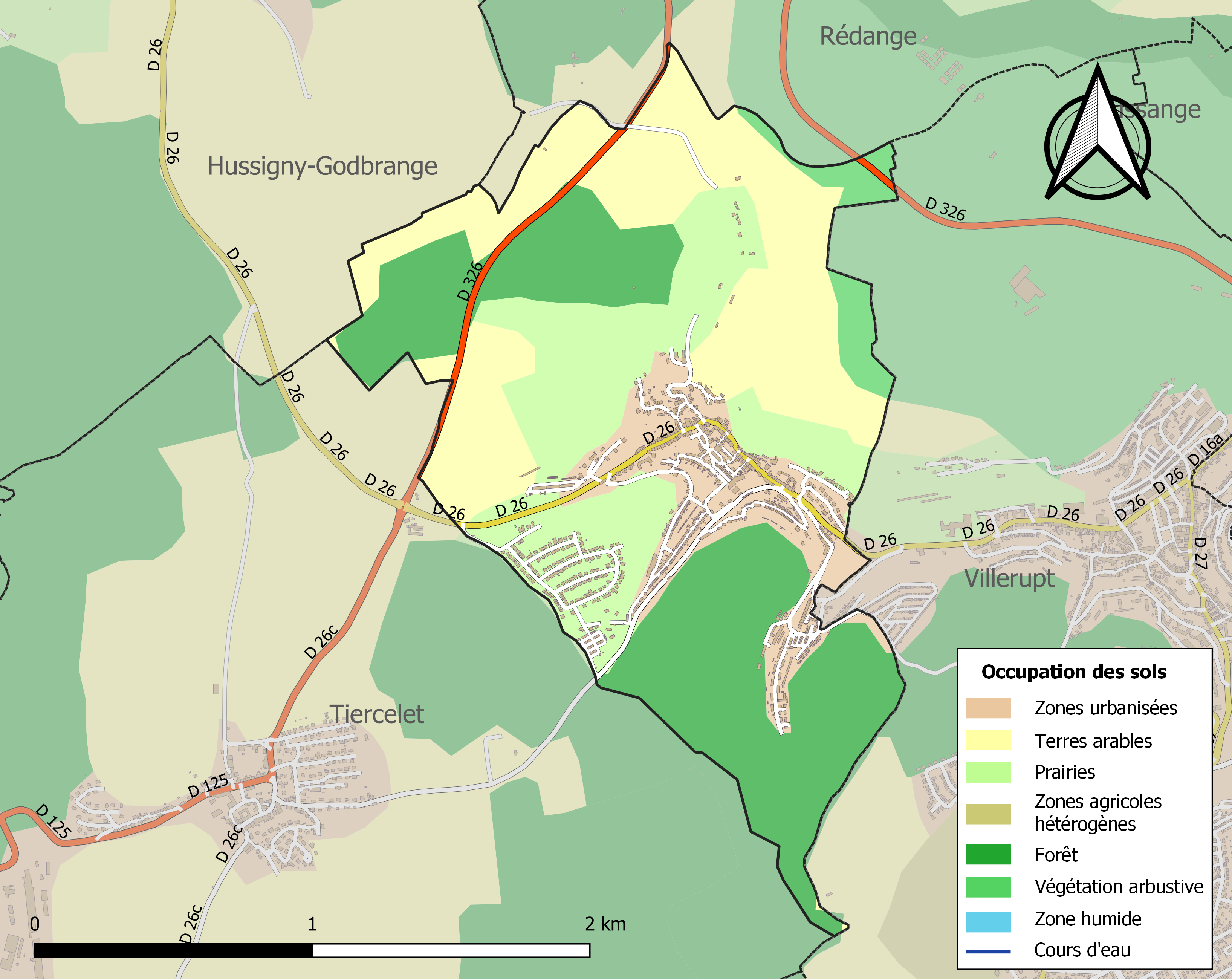
Kaart van de gemeente met de belangrijkste infrastructuur, bodemgebruik en omliggende gemeenten

## Demografie
Onderstaande figuur toont het verloop van het inwonertal (bron: INSEE-tellingen).

## Geboren in
- Hervé Barulea (Baru) (1947), stripauteur